# 奇特南戈 (紐約州村)
奇特南戈（英語：Chittenango）是位於美國紐約州麥迪遜縣的村。

## 人口
根據2020年美國人口普查的數據，奇特南戈的面積為6.43平方千米，皆為陸地。當地共有人口4896人，而人口密度為每平方千米761人。